# حسام ليمان
حسام ليمان (من مواليد 18 يناير 1990 في أرزيو)، لاعب كرة قدم جزائري. يلعب حاليا لصالح نادي مولودية وهران في الرابطة الجزائرية المحترفة الأولى.
شارك مع منتخب الجزائر تحت 23 سنة لكرة القدم. أما مع النوادي، فقد لعب مع اتحاد الحراش.

## وصلات خارجية
- حسام ليمان على موقع قاعدة بيانات كرة القدم.إي يو (الإنجليزية)
- حسام ليمان على موقع Soccerway.com (الإنجليزية)